# 1072 Malva
1072 Malva este un asteroid din centura principală, descoperit pe 4 octombrie 1926, de Karl Reinmuth.